# Палац графів Глуховецьких
Палац Броніслава Лося
За легендою у 1870 році француз Броніслав Лось, очисти навколо ліс та звів миловидний палац. Взявши за зразок кращі зразки мисливських замків Європи.
```
Палац являв собою казковий будинок, що має два поверхи і підвальні приміщення. Всього в будинку було 48 кімнат. Навколо палацу був посаджений парк з алеями. Всі дерева і квіти були завезені із-за кордону. У парку був став, вода до якого поступала з річки через спеціально відведений канал.
```

Броніслав був староста в Станіславському повіті. Одружився з Софією Глуховецькою, спадкоємців не було. Помер у 39 років, Софії на той час було 30 р. Вона виходить в друге заміж за Генріка Стаженського. Він овдовів дітей не було, взяв на виховання хлопця Кароля Глуховського і залишив йому своє багатство. К. Глуховський володів маєтком до 1939 р. Йому належала вся земля. Майже все село працювало на графа.
Від колишніх власників залишився тільки герб на стіні будівлі.
Лицар, корона, щит та подвійний хрест закінчується стрілою — це родинний герб Стаженського — Лис.
А інший — Глуховецьких.
Колишньому палаці діє інтернат для розумово відсталих дітей.